# 福岡高速1號香椎線
福岡高速1號香椎線（日语：／ Fukuoka kōsoku 1 gō Kashii sen */?）是一條連接日本福岡縣福岡市東區香椎東出入口與同縣同市博多區千鳥橋JCT的福岡高速道路路線。

## 概要
以下概要以2012年7月20日為準。
- 路線區間：福岡縣福岡市東區香住丘二丁目～福岡縣福岡市西區福重三丁目
- 全更：18.0km
- 建造費：3,167億日圓（平均每公里176億日圓）
- 道路寬道：17.50m-18.50m/12.25m（兩層）
- 施工期：1971年至2011年

全線車速限制在60km/h。貝塚JCT至東濱出入口為泛亞公路1號線的一部分。

## 連接高速道路
- 福岡高速6號島嶼城市線（香椎濱JCT（日语：香椎浜ジャンクション）連接）
- 福岡高速4號粕屋線（於貝塚JCT（日语：貝塚ジャンクション）連接）
- 福岡高速環狀線（於千鳥橋JCT（日语：千鳥橋ジャンクション）連接）

## 交流道
- 全線都位於日本福岡縣福岡市內。

| 出入口編號 | 出入口 編號  | 中文設施名 | 日文設施名       | 英文設施名                           | 接續路線名 | 起點起計 （公里） | 備註   | 所在地 |
| ---------- | ------------ | ---------- | ---------------- | ------------------------------------ | ---------- | ----------------- | ------ | ------ |
| 101        | 香椎東出入口 |            |                  | 國道3號（香椎繞道） 北九州、古賀方向 | 0.0        |                   | 東區   |        |
| 102        | 香椎出入口   |            |                  | 國道495號 和白、海之中道海濱公園方向 | 0.9        | 千鳥橋方向出入口  | 東區   |        |
| -          | 香椎濱JCT    |            |                  | 福岡高速6號島嶼城市線                | 1.9        | 千鳥橋方向接續    | 東區   |        |
| 103        | 香椎濱出入口 |            |                  |                                      | 2.3        | 千鳥橋方向出入口  | 東區   |        |
| 104        | 名島出入口   |            |                  |                                      | 3.6        | 千鳥橋方向出入口  | 東區   |        |
| TB         | 名島收費站   |            |                  | 公路收費站                           | 3.7        | 百道、天神方向    | 東區   |        |
| -          | 貝塚JCT      |            |                  | 福岡高速4號粕屋線                    | 4.4        |                   | 東區   |        |
| 105        | 箱崎出入口   |            |                  |                                      | 6.0        | 千鳥橋方向出入口  | 東區   |        |
| 106        | 東濱出入口   |            |                  |                                      | 6.8        | 貝塚方向出入口    | 東區   |        |
| 107        | 東濱出入口   |            | 千鳥橋方向出入口 |                                      | 6.8        |                   | 東區   |        |
| -          | 千鳥橋JCT    |            |                  | 福岡高速環狀線                       | 7.7        |                   | 博多區 |        |

## 历史
- 1980年（昭和55年）10月20日 - 1號線香椎出入口至東濱出入口開通。
- 1983年（昭和58年）10月6日 - 1號線東濱出入口至築港出入口開通。
- 1987年（昭和62年）11月6日 - 1號線築港出入口至天神北出入口開通。
- 1988年（昭和63年）10月31日 - 1號線天神北出入口至西公園出入口開通。
- 1989年（平成元年）3月4日 - 1號線西公園出入口至百道出入口開通。
- 1991年（平成3年）3月21日 - 1號線東濱西出口啟用。
- 1992年（平成4年）4月23日 - 1號線名島出入口啟用。
- 1992年（平成4年）7月1日 - 1號線東濱西入口啟用。
- 1993年（平成5年）4月2日 - 1號線香椎東出入口至香椎出入口開通。
- 2001年（平成13年）10月13日 - 1號線百道出入口至福重JCT開通可以連接西九州自動車道。
- 2012年（平成24年）7月21日 - 隨着福重JCT渡線（1號線與5號線連接線）啟用，千鳥橋JCT至福重JCT之間路段編入至福岡高速都市高環狀線，此路線名稱上加上「香椎線」[5][6]。

## 交通流量
平日24時間交通量（平成17年度道路交通調查）
- 福岡市東區千早1丁目: 34,540
- 福岡市東區東濱2丁目: 74,726

## 外部連結
- 福岡北九州高速道路公社 （页面存档备份，存于）

Template:福岡高速1號香椎線